# Брезє-при-Добу
Брезє-при-Добу (словен. Brezje pri Dobu) — поселення в общині Домжале, Осреднєсловенський регіон, Словенія. 
Висота над рівнем моря: 313,2 м.